# Třída Astute
Třída Astute je nejnovější třída útočných jaderných ponorek britského královského námořnictva. Jsou navrženy k plnění širokého spektra úkolů, například ničení hladinových cílů a ponorek, provádění průzkumu a špionáže či k palebné podpoře pozemních sil. Ve službě nahrazují útočné ponorky tříd Swiftsure a Trafalgar. Původní objednávka na tři jednotky byla později rozšířena o další čtyři ponorky, tedy celkem sedm. Do roku 2024 bylo dokončeno prvních pět jednotek. Nástupce třídy Astute je vyvíjen pod označením Submersible Ship Nuclear, Replacement (SSNR).

## Stavba
V 80. letech 20. století britské námořnictvo začalo pracovat jaderných ponorkách třídy W, na nástupci tehdy stavěných útočných ponorek třídy Trafalgar. Jejich soupeřem se měla stát nová generace sovětských jaderných ponorek (např. projekt 671RTM / třída Victor III, projekt 705 / třída Alpha a projekt 945 / třída Sierra), takže připravovaný projekt SSN20 představoval nákladnou a výkonnou ponorku, která byla ekvivalentem americké třídy Seawolf. Ponorka měly být mimo jiné vybavena novým bojovým řídícím systém, integrovaným sonarovým systémem a reaktorem nové generace PWR2. Mezitím však skončila studená válka a ozbrojené síly postihly rozpočtové škrty. Projekt SSN20 nebyl realizován, přičemž jej měla nahradit výrazně levnější a technologicky méně pokročilá druhá série třídy Trafalgar. Nakonec však ani ona nebyla realizována, což zkomplikovalo pozdější přípravu a stavbu ponorek nové generace třídy Astute.
Hlavním kontraktorem ponorek je zbrojní koncern BAE Systems, v jehož pobočce BAE Systems Submarine Solutions v Barrow-in-Furness jsou ponorky stavěny. Celkem bylo objednáno sedm ponorek této třídy. Prototypová ponorka Astute byla do služby přijata 27. srpna 2010. Sesterské ponorky Ambush, Artful, Audacious a Anson následovaly v letech 2013, 2016, 2021 a 2022. Na konci roku 2024 pokračovaly práce na dokončení zbývajících dvou ponorek Agamemnon a Agincourt. V lednu 2025 byla rozestavěná ponorka Agincourt přejmenována na Achilles. Bude šestým plavidlem tohoto jména.
Jednotky třídy Astute:
| Jméno            | Založení kýlu | Spuštěna        | Vstup do služby | Status    |
| ---------------- | ------------- | --------------- | --------------- | --------- |
| Astute (S119)    | 2001          | 8. června 2007  | 27. srpna 2010  | aktivní   |
| Ambush (S120)    | 2003          | 6. ledna 2011   | 1. března 2013  | aktivní   |
| Artful (S121)    | 2005          | 17. května 2014 | 18. března 2016 | aktivní   |
| Audacious (S122) | 2009          | 28. dubna 2017  | 23. září 2021   | aktivní   |
| Anson (S123)     | 2011          | 20. dubna 2021  | 31. srpna 2022  | aktivní   |
| Agamemnon (S124) | 2013          | 3. října 2024   |                 | ve stavbě |
| Achilles (S125)  |               |                 |                 | ve stavbě |

## Konstrukce

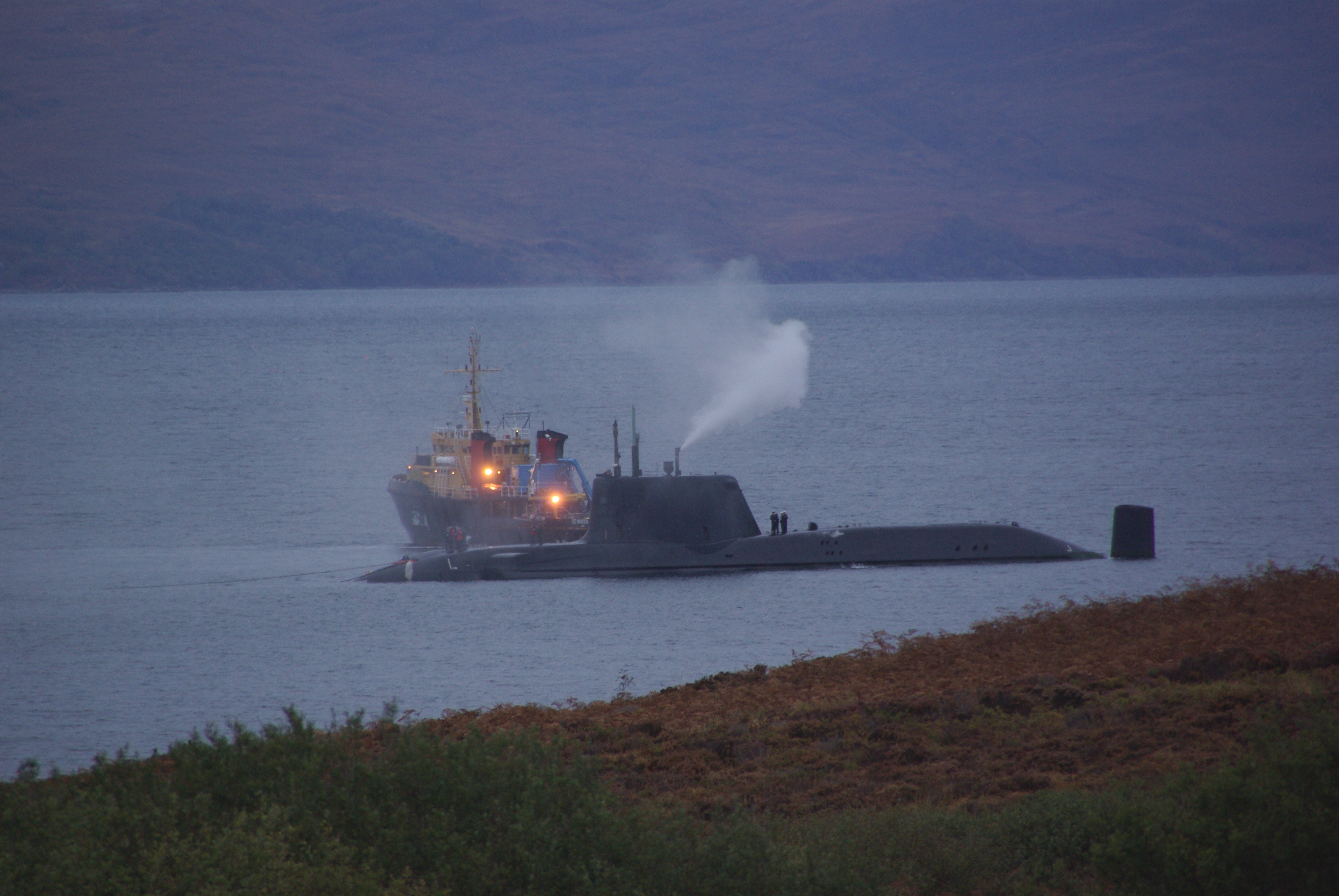
Astute uvázlá na útesu u ostrova Skye

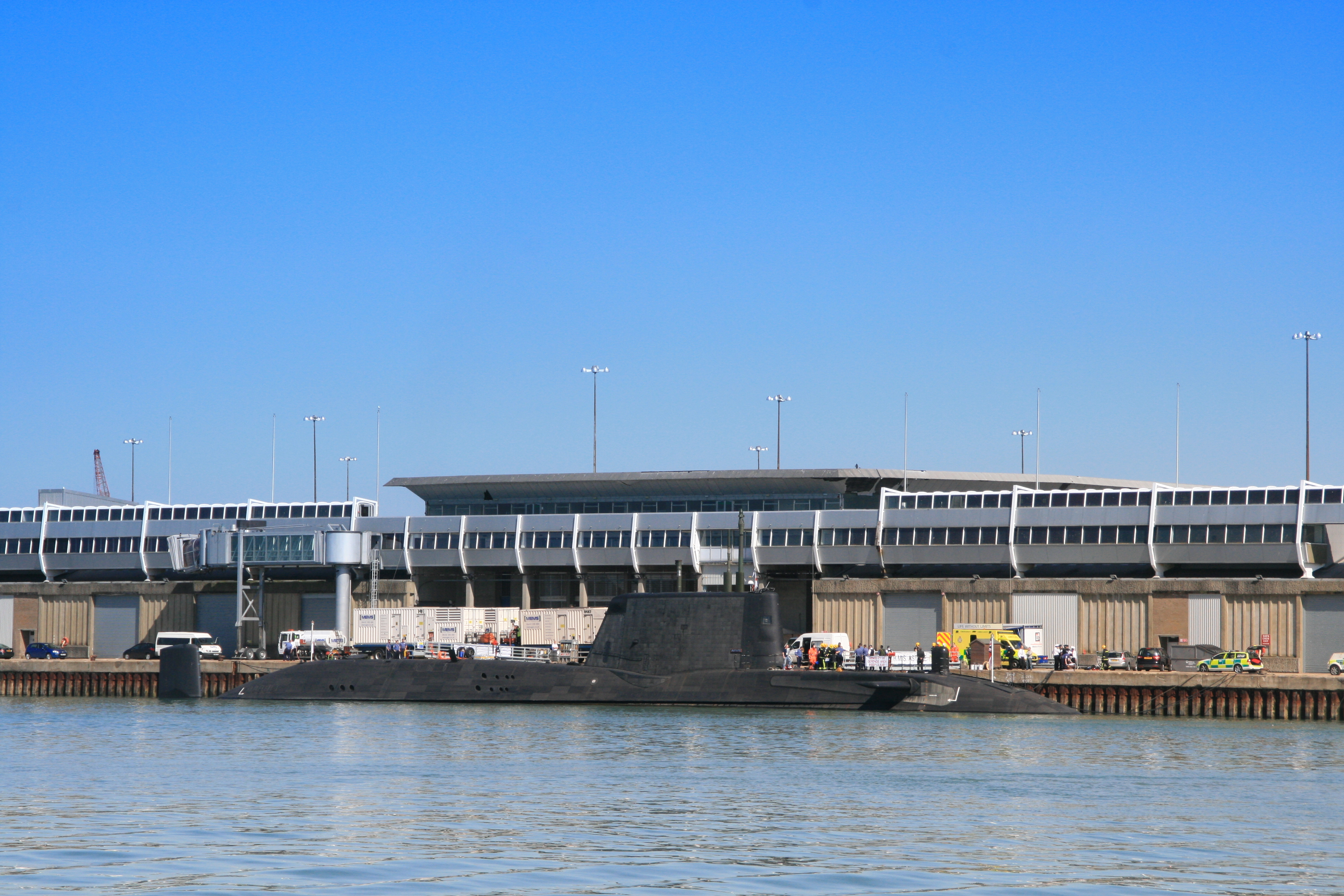
Astute kotvící v Southamptonu

V konstrukci třídy Astute jsou použity technologie stealth. Výzbroj tvoří šest 533mm torpédometů. Z nich může být odpáleno celkem 36 na palubě nesených torpéd či řízených střel. Jedná se o britská těžká torpéda typu Spearfish. Ta mají dosah až 65 kilometrů, rychlost 60 uzlů a jsou účinná jak proti lodím, tak proti ponorkám. K ničení pozemních cílů budou neseny střely s plochou dráhou letu Tomahawk Block IV s dosahem přes 1600 km. Sonar vyvinutý firmou Thales Underwater Systems je typu 2076.
Pohonný systém tvoří jaderný reaktor Rolls-Royce PWR 2 a dvě turbíny Alstom. Nejvyšší rychlost pod hladinou dosahuje 29 uzlů. Díky použité technologii nebude u ponorek této třídy nikdy potřebná výměna jaderného paliva. Udávaná maximální hloubka ponoru je 300 metrů.

### Modernizace
Dne 8. července 2025 připlula ponorka Astute do Devonportu k údržbě a střednědobé modernizaci (Mid-Life Re-validation Period, MLRP). Stalo se tak po jedenácti letech operační služby.

## Služba
Ráno 22. října 2010 najela HMS Astute (S119) na útes u ostrova Skye.
Odpoledne 20. července 2016 se HMS Ambush u Gibraltaru srazila s neznámou obchodní lodí. Ke kolizi došlo, když ponořená ponorka prováděla cvičení.